# Massacre em Aurora em 2012
Em 20 de julho de 2012, um atirador de vinte e quatro anos usando uma máscara de gás abriu fogo durante uma sessão do filme The Dark Knight Rises num cinema em Aurora, Colorado, nos Estados Unidos. Antes de fazer inúmeros disparos, o homem lançou uma bomba de gás contra a plateia. Ao total, foram mortas doze pessoas e mais de 55 ficaram feridas.

## Massacre
Segundo se apurou, o atirador comprou o bilhete e entrou normalmente junto com os outros espectadores. Entre os trinta e quarenta minutos de exibição do filme The Dark Knight Rises, ele abriu uma das portas de emergência do cinema, próxima de onde havia estacionado o seu carro, e a travou aberta. Em seguida, libertou uma bomba de gás e começou a atirar a esmo contra a plateia com um fuzil AR-15. Alguns dos disparos atravessaram as paredes do cinema e feriram pessoas na sala adjacente, onde o mesmo filme estava sendo exibido. As vítimas contaram que inicialmente não se deram conta do ataque e pensaram que o barulho de tiros vinha do filme de ação a que estavam assistindo. O atirador foi preso ainda no estacionamento do shopping. 

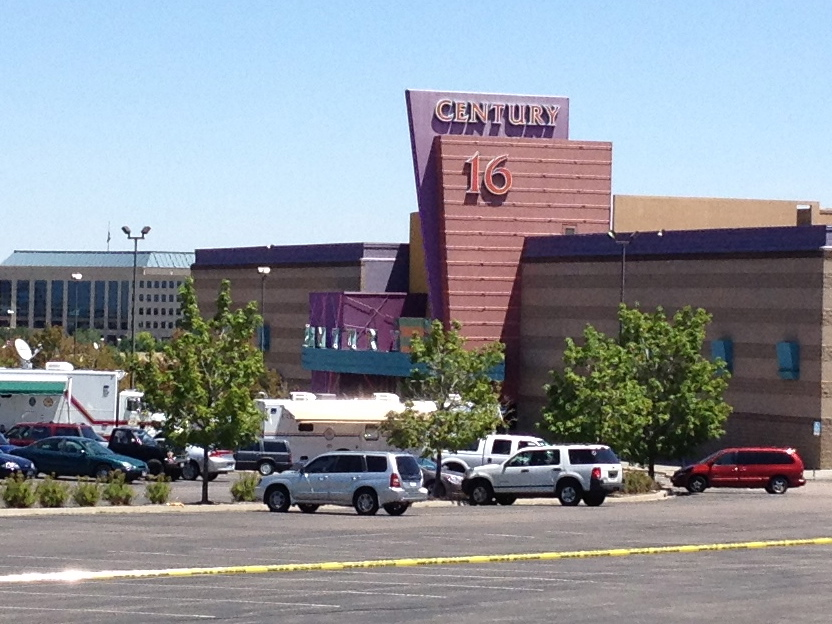
Shopping onde ocorreu o massacre

No seu carro foram encontradas armas e uma grande quantidade de munição. Ele estava com o cabelo tingido de vermelho e dizia ser o Coringa. Em seu apartamento, localizado a 6 km do shopping, havia um sofisticado aparato de explosivos preparado para detonar assim que alguém entrasse.

## Vítimas
Dez pessoas morreram na hora e mais quatro foram internadas em estado grave e, após o internamento, duas morreram.
As pessoas feridas foram levadas ao Hospital Infantil do Colorado, ao Centro Médico Suíço e ao Hospital Universitário da cidade, bem como um centro de primeiros socorros foi criado no local do massacre. Feridos menos graves foram transportados até o Gateway High School, um colégio público da região. A vítima mais jovem reportada foi um bebê de três meses que está sendo tratado no Hospital Universitário.

## O Criminoso

James Holmes, após a prisão.

O atirador, James Holmes, de 24 anos de idade, estava usando um colete a prova de balas e uma máscara de gás, foi encontrado perto de seu carro no estacionamento do cinema com um rifle, um revólver e explosivos e não resistiu à detenção. Quando preso, o suspeito contou às autoridades sobre explosivos em sua residência, no norte da cidade. Investigadores evacuaram o local e confirmaram que bombas foram encontradas no local.
As autoridades policiais disseram que, ao ser detido, James estava visivelmente alterado, dizendo que "era o Coringa" (em referência ao principal vilão de The Dark Knight) e estava caracterizado como tal, tendo inclusive pintado seu cabelo a fim de lembrar o personagem.
James Holmes foi apresentado ao Tribunal do Condado de Arapahoe pela primeira vez em 23 de julho de 2012, tendo permanecido calado durante todo o tempo.
Em 30 de julho de 2012 foi acusado formalmente pelo Tribunal, de ter cometido 142 crimes.
No início de 2013, a viúva de uma das vítimas do tiroteio moveu um processo contra a psiquiatra que atendia James Holmes e também contra a Universidade do Colorado, onde ele estudava. A razão seria negligência de ambos em providenciar tratamento preventivo para Holmes. De acordo com o processo, um mês antes do massacre, a psiquiatra (Dra. Lynne Fenton) chegou a avisar a polícia do Campus sobre uma "fantasia" do seu paciente sobre "atirar em muitas pessoas". Ainda de acordo com o processo, a polícia propôs deter Holmes por 72 horas para que ficasse sob assistência psiquiátrica intensiva, porém a ideia foi rejeitada pela psiquiatra, mesmo sabendo do potencial risco que seu paciente oferecia à sociedade.

## Repercussão

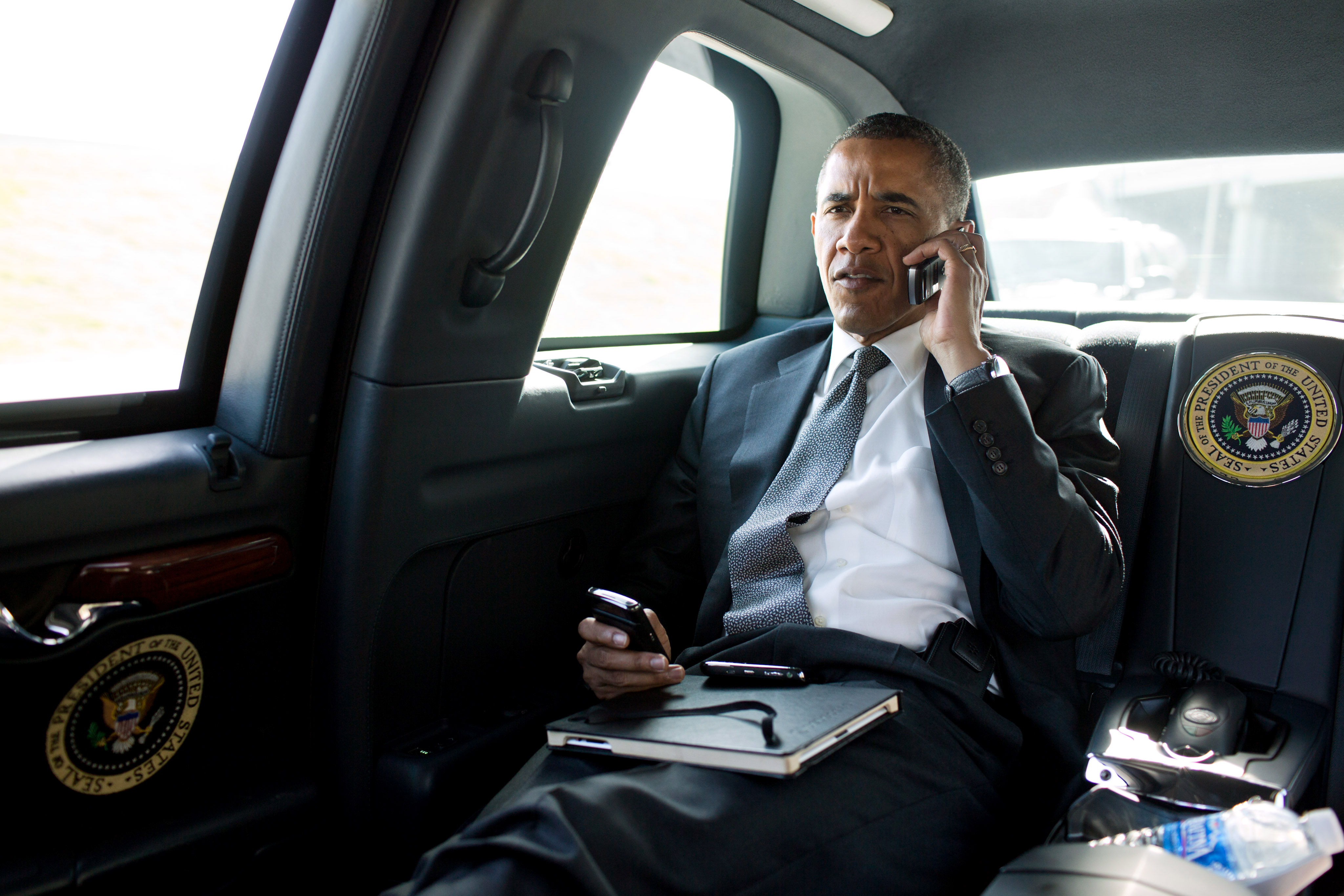
O presidente Barack Obama durante uma conversa via telefone celular com o prefeito de Aurora, Steve Hogan.

O presidente dos Estados Unidos, Barack Obama, foi avisado do caso pelo chefe de departamento contra-terrorismo, John O. Brennan, e se pronunciou dizendo que ficou chocado com o incidente. Obama classificou o massacre como "horrível e trágico". Ele disse: "estamos empenhados em trazer quem quer que seja responsável pelo ataque à justiça, garantindo a segurança do nosso povo e cuidando daqueles que foram feridos". O FBI apressou-se em comunicar que iniciou as investigações para descobrir a motivação do crime e disse que o evento não tem relação com terrorismo. Obama também decretou seis dias de luto por causa do massacre.
A Warner Bros., companhia produtora de The Dark Knight Rises, em um comunicado divulgado à imprensa, lamentou o ocorrido: "Transmitimos nossas sinceras condolências às famílias e entes queridos das vítimas neste momento trágico.". A pré-estreia do filme, que ocorreria em Paris na noite de 20 de julho, e que contaria com a presença dos principais atores do filme, foi cancelada.
Ocorrido em pleno contexto de campanha eleitoral, o presidente Barack Obama questionou a facilidade de acesso as armas pelos cidadãos. Inclusive o próprio presidente, na época, pediu aos órgãos de segurança pública que analisasse o caso para concluir se havia alguma relação entre o atentado e as armas. No entanto, a análise do caso concluiu que James Holmes escolheu uma rede do Cinemark para atacar, pois é uma rede onde não permite os clientes entrarem armados nas sessões. É válido ressaltar que havia um cinema próximo a casa de Holmes, com o dobro da capacidade de clientes em relação a sessão na rede Cinemark, que sofreu com o atentado. Todavia, este não era da rede Cinemark. Logo, permitia a entrada de cidadãos armados nas sessões de filmes . A conclusão da polícia para o caso foi que James Holmes escolheu justamente aquele cinema, pois teria certeza que conseguiria fazer o maior número de vítimas sem ser alvejado pelas mesmas que estavam na sessão, pois estavam todas desarmadas. 